# Descolonização francesa da África

Períodos da independência dos países africanos

A seguir à Segunda Guerra Mundial a França, que já se encontrava a braços com insurreição na Argélia e na Indochina e depois de já ter perdido Marrocos e a Tunísia, em 1956, como resultado de movimentos independentistas aos quais foi obrigada a ceder, tentou em Setembro de 1958, através de um referendo uma manobra de dar uma “autonomia” às suas colónias, que continuariam a fazer parte da “Comunidade Francesa”. Com excepção da Guiné, que votou pela independência imediata, a Côte d'Ivoire, o Níger, o Alto Volta e o Daomé decidiram formar a “União Sahel-Benin” e, mais tarde, o “Conselho do Entendimento”, enquanto o Senegal se unia ao “Sudão Francês” para formar a “Federação do Mali”. Estas uniões não duraram muito tempo e a França, em 1960, reconheceu a independência da maioria das sua colónias africanas.
A Argélia, no entanto, só se tornou independente depois de 8 anos duma guerra que causou milhares de mortos, não só na própria colónia, como também na França, após o que o governo francês, dirigido pelo general Charles de Gaulle, decidiu entrar em conversações com o principal movimento independentista (a Front de Libération Nationale ou FLN) e conceder-lhe a independência.
Djibouti foi uma das colónias francesas que decidiu, em 1958, manter-se na “Comunidade Francesa” mas, devido a problemas de governação, a população local começou a manifestar-se a favor da independência. Depois de um novo referendo, em 1977, o Djibouti tornou-se finalmente um país independente. Nas Comores, a história foi semelhante, mas com uma declaração unilateral de independência, em 1975, que foi reconhecida no mesmo ano, mas que não abrangeu a ilha Mayotte, onde a população votou por manter-se como um território francês. A ilha da Reunião é igualmente um departamento francês, governando, para além da ilha principal, várias outras ilhas que são reclamadas por Madagáscar e Maurícia.
Foram os seguintes os actuais países africanos que se tornaram independentes de França no século XX (data da independência):
- Marrocos (2 de Março de 1956)
- Tunísia (20 de Março de 1956)
- Guiné (2 de Outubro de 1958)
- Camarões (1 de Janeiro de 1960)
- Togo (27 de Abril de 1960)
- Senegal (20 de Junho de 1960)
- Madagáscar (26 de Junho de 1960)
- Benin (1 de Agosto de 1960)
- Níger (3 de Agosto de 1960)
- Burkina Faso (5 de Agosto de 1960)
- Costa do Marfim (7 de Agosto de 1960)
- Chade (11 de Agosto de 1960)
- Congo (15 de Agosto de 1960)
- Gabão (17 de Agosto 1960)
- Mali (22 de Setembro de 1960)
- Mauritânia (28 de Novembro de 1960)
- Argélia (5 de Julho de 1962)
- Comores (6 de Julho de 1975)
- Djibouti (27 de Junho de 1977)

Entretanto, vários territórios africanos continuam sob administração francesa, depois de vários referendos:
- a ilha de Mayotte, nas Comores; e
- a ilha da Reunião e várias outras ilhas que dependem administrativamente deste departamento ultramarino, mas que são reclamadas por Madagáscar e Maurícia.